# Peter Christiansen
Peter Fich Christiansen (Frederiksberg, 4 aprile 1941) è un ex canottiere danese.

## Palmarès

### Olimpiadi
- 1 medaglia:
  - 1 bronzo (Città del Messico 1968 nel due senza)

### Europei
- 3 medaglie:
  - 1 oro (Duisburg 1965 nel due senza)
  - 2 bronzi (Amsterdam 1964 nel due senza; Klagenfurt 1969 nel due senza)